# Service Air
Service Air is een Congolese luchtvaartmaatschappij met haar thuisbasis in Kinshasa.
Service Air werd in 1997 opgericht door Generaal Kpama Baramoto.

## Vloot
De vloot van Service Air bestaat uit:
- 2 Antonov AN-12BP
- 1 Antonov AN-12V